# 尼崎市立上坂部小学校
尼崎市立上坂部小学校（あまがさきしりつ かみさかべしょうがっこう）は、兵庫県尼崎市東塚口町にある公立小学校。2013年（平成25年）5月1日現在の児童数は827名である。

## 沿革
- 1936年（昭和11年）4月1日 - 川辺郡園田第3尋常小学校開校。
- 1938年（昭和13年）4月1日 - 川辺郡園田第3高等小学校と改称。
- 1947年（昭和22年）4月1日 - 園田村が尼崎市と合併し、尼崎市立上坂部小学校と改称。

## 通学区域
- 上坂部1丁目1番30～85号・2丁目、東塚口町1丁目・2丁目1～3番・4番1～26号・58～67号、南塚口町1丁目1～25番・28～30番・2丁目・3丁目・4丁目1～4番[2]

## 進路状況
ほとんどの児童は尼崎市立小園中学校か尼崎市立大成中学校へ分かれて進学するが、国私立中学校へ進学する児童もいる。

## 通学区域が隣接している学校
- 尼崎市立園田南小学校
- 尼崎市立下坂部小学校
- 尼崎市立名和小学校
- 尼崎市立立花小学校
- 尼崎市立塚口小学校
- 尼崎市立園田小学校